# Ареф Зааби

Ареф Зааби (30. август 1975) јесте српски филмски и ТВ монтажер и гитариста.

## Биографија
Дипломирао је 1999. на Академији уметности одсек монтажа у класи професора Андрије Зафрановића.
Сарађује са филмским редитељима Милорадом Милинковићем, Миланом Караџићем, Милошем Радуновићем и са више редитеља телевизијских серија и документарних филмова. Добитник је две златне антене.
Предавач је у средњој школи Артимедија.
Свира гитару од почетка деведесетих година у бројним београдским хардкор панк саставима.
Има две ћерке.

## Филмографија

### Филмови
| година | филм                  |
| ------ | --------------------- |
| 2008   | Читуља за Ескобара    |
| 2011   | Здухач значи авантура |
| 2015   | Горчило               |
| 2017   | Бисер Бојане          |
| 2023   | Олуја (филм)          |

### Серије
| година    | серија                   | бр. епизода |
| --------- | ------------------------ | ----------- |
| 2005      | Идеалне везе             | 8           |
| 2007      | Љубав и мржња            | 50          |
| 2010      | Куку, Васа               | 20          |
| 2011      | Певај брате 1            | 12          |
| 2012      | Певај брате 2            | 12          |
| 2011      | Будва на пјену од мора 1 | 12          |
| 2012      | Будва на пјену од мора 2 | 12          |
| 2013      | Будва на пјену од мора 3 | 40          |
| 2013      | Одељење                  | 1           |
| 2014      | Мала историја Србије     | 30          |
| 2015      | Комшије 1                | 13          |
| 2016      | Комшије 2                | 12          |
| 2016      | Горчило                  | 5           |
| 2017      | Комшије 3                | 41          |
| 2017      | Пансион Европа           | 20          |
| 2018      | Комшије 4                | 48          |
| 2018      | Бисер Бојане 1           | 4           |
| 2019      | Бисер Бојане 2           | 8           |
| 2019      | Група                    | 12          |
| 2020-2022 | Калкански кругови        | 15          |
| 2023      | Лако је Ралету           | 40          |
| 2023      | Oлуја (ТВ серија)        | 12          |